# Franz Bresgen
Franz Joseph Herbert Bresgen (* 2. Oktober 1815 in Münstereifel; † 31. Mai 1895 in Bad Neuenahr) war ein deutscher Winzer und Politiker.
Bresgen studierte zwischen 1834 und 1837 Rechtswissenschaft an der Rheinischen Friedrich-Wilhelms-Universität Bonn. Danach war er als Landgerichtsreferendar in Köln tätig. Schließlich arbeitete er als Weinguts- und Lohgerbereibesitzer in Lantershofen bei Ahrweiler.
Bresgen war vom 18. Mai 1848 bis 30. Mai 1849 Mitglied der Frankfurter Nationalversammlung für den 9. Wahlkreis Rheinland in Mayen. Er war Mitglied der Fraktion Württemberger Hof. Von 1862 bis 1867 saß er für die Deutsche Fortschrittspartei im Abgeordnetenhaus des Preußischen Landtags.